# Sydlig hornkorp
Sydlig hornkorp (Bucorvus leadbeateri) är en av två arter i den afrikanska familjen hornkorpar (Bucorvidae).

## Kännetecken
Sydlig hornkorp känns lätt igen på den röda halsen och de röda partierna runt ögonen. Övriga kroppen skiftar från grå till korpsvart, även näbb och fötter. Den blir 90 till 129 centimeter lång och väger upp till fyra kilogram. Hanen blir dock synligt större än honan. Ett annat kännetecken för honan är att den har en blå nyans kring det röda på halsen.

## Utbredning och levnadssätt
Sydlig hornkorp lever i buskskogar och på savann i Afrika, från norra Namibia och Angola till de nordliga delarna av Sydafrika. De lever i små grupper med omkring 5 till 10 stycken individer. De jagar spindlar, ormar, ödlor, insekter och däggdjur till storleken av en hare.

## Sydlig hornkorp och människan
Enligt legenden har sydlig hornkorp förmågan att förutspå regn.

## Status
IUCN kategoriserar arten som sårbar.

## Namn
Fågelns vetenskapliga artnamn hedrar Benjamin Leadbeater (1773-1851), engelsk handlare i specimen. På svenska har fågeln även kallats kafferhornkorp, rödstrupig hornkorp, sydlig marknäshornfågel och sydlig markhornkorp.